# Невмержицькі
Невмержицькі гербу Єзержа (пол. Niewmierzycki, рос. Невмержицкие) — давній шляхетський, а пізніше також дворянський рід який виник у київських землях Великого Князівства Литовського та Руського на початку XV століття.
Невмержицькі були внесені до Гербовника Северина Уруського та до списку дворян Волинської губернії.

## Родовід
```
          Немира, боярин князя Вітовта (до 1430)
                   │  ├─О[с]ташъко, дідич Осташківського ґрунту на р. Жерев?
                   │  │     └─«Микула О[с]ташъкович Невмирицкий», зем'янин київський (1474)
                   │  │            ├─Гридко (Григорій)
                   │  │            │  ├─Федір (зг. 1552—1590)—>Петро, Онисім, Іван (зг. 1591)—>Невмержицькі 
                   │  │            │  ├─Андрій (″)—>Матвій (″)
                   │  │            │  ├─Севастян (Сахно) (″)—>Тимофій (″)
                   │  │            │  ├─Іван (″)—>Федір (″)
                   │  │            │  └─Степан (″)─(x)
                   │  │            └─Сидко
                   │  │                  ├─Гринь (1552, 1571)—>Іван, Василь, Семен, Юрій (зг. 1578—1603)—>Невмержицькі 
                   │  │                  └─Оникій (″)—>Опанас, Максим, Василь, Севастян, Огафія (″)—>Невмержицькі
[
4
]

                   │  │                 
```